# واشینگتون لوئیز ماسکاریناس سیلوا
واشینگتن لوئیز ماسکاریناس سیلوا (به پرتغالی: Washington Luiz Mascarenhas Silva) مهاجم اهل برزیل است که در شهر سائو خوزه دوس کامپس و در تاریخ ۲۳ اوت ۱۹۷۸ به دنیا آمده‌است.
واشینگتن لوئیز ماسکاریناس سیلوا در تیم‌های فوتبال Skoda Xanthi سابقهٔ حضور دارد.